# Zoltán Ozoray Schenker
Zoltán Ozoray Schenker (n. 13 octombrie 1880, Sânmartin, România – d. 25 august 1966, Budapesta, Republica Populară Ungară) a fost un scrimer maghiar, medaliat olimpic. A participat la 3 ediții ale Jocurilor Olimpice (1912, 1924, 1928) în care a câștigat o medalie de argint și o medalie de bronz.